# 魔法少女ここねはかく語りき
『魔法少女ここねはかく語りき』（まほうしょうじょここねはかくかたりき）は、七六による日本の漫画作品。『月刊ドラゴンエイジ』（富士見書房）にて、2014年12月号から2016年4月号まで連載。

## 登場人物
瑠々色 ここね（るるしき ここね）
声 - 阿澄佳奈

## 書誌情報
- 七六『魔法少女ここねはかく語りき』富士見書房〈ドラゴンコミックスエイジ〉、全3巻
  1. 2015年2月9日 ISBN 978-4-04-070502-6
  2. 2015年9月9日 ISBN 978-4-04-070687-0
  3. 2016年3月9日 ISBN 978-4-04-070835-5